# Mistrovství světa ve fotbale klubů 2017
Mistrovství světa ve fotbale klubů 2017 (oficiálně FIFA Club World Cup UAE 2017 presented by Alibaba Cloud) se hrálo v termínu 6. - 16. prosince 2017 ve Spojených arabských emirátech. Byl to 14. ročník MS klubů, ve kterém se střetává šest vítězů jednotlivých nejvyšších kontinentálních soutěží a vítěz ligy pořadatelské země.
Zástupci Evropy (Real Madrid) a Jižní Ameriky (Grêmio) byli nasazeni přímo do semifinále.
Ročník 2017 vyhrál španělský klub Real Madrid z konfederace UEFA, který tak navázal na své vítězství v předchozím ročníku 2015. Real získal svůj třetí titul v historii turnaje.

## Kvalifikované týmy
| Tým                          | Konfederace | Způsob kvalifikace                                       |
| ---------------------------- | ----------- | -------------------------------------------------------- |
| Kvalifikováni do semifinále  |             |                                                          |
| Real Madrid                  | UEFA        | Vítěz Ligy mistrů UEFA 2016/17                           |
| Grêmio                       | CONMEBOL    | Vítěz Copa Libertadores 2017                             |
| Kvalifikováni do čtvrtfinále |             |                                                          |
| CF Pachuca                   | CONCACAF    | Vítěz Ligy mistrů CONCACAF 2016/17                       |
| Urawa Red Diamonds           | AFC         | Vítěz Ligy mistrů AFC 2017                               |
| Wydad Casablanca             | CAF         | Vítěz Ligy mistrů CAF 2017                               |
| Kvalifikováni do osmifinále  |             |                                                          |
| Auckland City FC             | OFC         | Vítěz Ligy mistrů OFC 2016/17                            |
| Al Jazira Club               | Hostitel    | Vítěz Fotbalové ligy Spojených arabských emirátů 2016-17 |

## Zápasy
Všechny časy jsou v UTC+4

### Finále
| 16. prosince 2017 21:00 |        |        |                                                                                          |
| Real Madrid             | 1 – 0  | Grêmio | Zayed Sports City Stadium, Abú Zabí diváci: 41 094 rozhodčí: César Arturo Ramos (Mexiko) |
| Cristiano Ronaldo 53'   | Report |        | Zayed Sports City Stadium, Abú Zabí diváci: 41 094 rozhodčí: César Arturo Ramos (Mexiko) |

## Vítěz
| Mistrovství světa ve fotbale klubů 2017 Real Madrid 3. titul Trenér: Zinédine Zidane |